# Светлинна година
Светлинна година (символ ly) е извънсистемна единица за дължина, представляваща разстоянието, което светлината изминава за една година във вакуум. Тъй като определението за „година“ варира, по препоръка на МАС (IAU) за „година“ се ползва Юлианският календар, в който тя се равнява на 365 дни и 6 часа (или 31 557 600 s), освен ако не е указано друго, и така:
1 ly = 9 460 730 472 580,8 km

## Стойност
Светлинна година е равна на 365,25 дни по 86 400 секунди по 299 792 458 (скорост на светлината в метри в секунда), което прави малко над 9,46×1012 km (9,46 трилиона километра). Светлинната година е приблизително равна на 0,3066 парсека (pc) и на 63 241 астрономически единици (au). Около 3,26 светлинни години е един парсек. За сравнение светлината изминава средното разстояние от Слънцето до Земята за около 8 минути и 20 секунди.
Точната дължина на светлинната година зависи от дължината на референтната година, използвана в изчисленията, но по този въпрос не съществува общоприето единно мнение. Посочените по-горе стойности са изчислени на база на референтна година от 365,25 дни. Въпреки това често се използва различна референтна година (например калкулаторите на Google и Yahoo използват по-малка стойност). Затова при необходимост от прецизност на резултатите, не е препоръчително за мерна единица да се използва светлинната година.

## Употреба
Светлинната година се използва в масовата астрономия за определяне на разстояния от порядъка на тези между звездите и галактиките, но за научни цели предпочитаната мерна единица е парсекът, тъй като той е по-лесно приложим в комбинация с данните от наблюдението на звездите. Въпреки това, извън научните среди, терминът светлинна година намира широко приложение.
За по-малки космически разстояния се използва астрономическата единица, а за по-големите се ползват и кратните единици:
- Кило-светлинна година (на английски: kilolight-year, означение kly) е равна на хиляда светлинни години, или около 307 парсека. Кило-светлинните години се използват обикновено за измерване на разстоянията между отделни райони на галактиката.
- Мега-светлинна година (на английски: megalight-year, означение Mly) е равна на един милион светлинни години или на около 306 600 парсека. Мега-светлинните години се използват за измерване на разстояния между съседни галактики или групи галактики.
- Гига-светлинна година (на английски: gigalight-year, означение Gly) е равна на един милиард (109) светлинни години и това е една от най-големите единици за разстояние. Тя представлява около 1/13 от дължината на хоризонта на наблюдаемата вселена (обусловен от фоновото равнище на космическата радиация). В гига-светлинни години обикновено се измерват разстоянията между супергалактически структури от рода на купове квазар или „Великата стена на Слоун“.

## Разстояния
Разстоянията между планетите в една звездна система обикновено се измерват в части от светлинната година. В светлинни години се измерват разстоянията между близките звезди, като например между звездите в един и същи спирален ръкав или кълбовиден звезден куп.
За по-нагледно сравнение на различни по порядък разстояния се използва времето, за което ги изминава светлината:
- разстоянието от Луната до Земята за 1,2 s;
- диаметъра на Слънцето за 4 s;
- разстоянието от Слънцето до Земя (означавано като 1 астрономическа единица) за 8,31 минути[2];
- диаметъра на Слънчевата система за 2,5 часа;
- разстоянието до най-близката звезда Проксима Кентавър за 4,22 години[3][4];
- разстоянието до центъра на нашата галактика Млечен път за 26 хил. години[5][6];
- диаметъра на Млечния път за 100 хил. години;
- разстоянието до най-близкото галактическо струпване Дева за 59 млн. години;
- разстоянието от Земята до ръба на наблюдаемата вселена за 46,5 млрд. години.

Светлинната година е удобна за качествено представяне на разстояния в астрономията:
| Мащаб           | Стойност             | Описание |
| --------------- | -------------------- | --- |
| Секунди         | 40,4×10-9 ly         | Средното разстояние до Луната е приблизително 376 300 km, което означава, че светлинен лъч, изпратен от повърхността на Земята, ще я достигне за 1,2-1,3 s. |
| Минути          | 15,8×10-6 ly         | Една астрономическа единица е равна приблизително на 150 млн. километра. Светлинен лъч, изпратен от повърхността на Слънцето, ще достигне Земята за около 500 секунди (8 минути и 20 секунди). |
| Часове          | 3,2×10-3 ly          | Апаратите от сериите Пионер и Вояджър, пътуващи извън пределите на Слънчевата система, сега се намират на разстояние от около сто астрономически единици и времето за отговор на запитванията от Земята е от порядъка на 14 часа. За да преодолеят това разстояние са им били необходими около 30 години. |
| Година          | 1,6 ly               | Предполага се, че вътрешният край на облака на Оорт е разположен на 50 000 au от Слънцето, а външният – на 100 000 au. Тоест, за да се преодолее разстоянието между външния и вътрешния край, са необходими около 2 ly.                                                                                   |
| Година          | 2 ly                 | Максималният радиус на областта на гравитационно влияние на Слънцето (Сфера на Хил) е 125 000 au. |
| Година          | 4,22 ly              | Най-близката звезда Проксима Центавър е разположена на разстояние от 1,3 pc или 4,22 ly. |
| Хилядолетие     | 26×103 ly            | Центърът на нашата галактика Млечният път се намира на около 10 kpc от нас, което е ~30 000 ly. |
| Хилядолетие     | 100×103 ly           | Диаметърът на Млечния път е 30 kpc или 100 000 ly. |
| Милиони години  | 2,5×106 ly           | Най-близката спирална галактика, знаменитата галактика Андромеда, е отдалечена от нас на 772 kpc или на 2,5 Mly. |
| Милиони години  | 3,14×106 ly          | Галактика M33 е разположена на 3,14 Mly от нас и е най-отдалеченият обект, видим с невъоръжено око. |
| Милиони години  | 59×106 ly            | Най-близкото галактическо струпване, струпването Дева, е отдалечено на 59 Mly. |
| Милиони години  | 150×106 – 250×106 ly | Гравитационната аномалия „Великият атрактор“ се намира на разстояние от 150 – 250 Mly. |
| Милиарди години | 1,2×109 ly           | „Великата стена на Слоун“ е едно от най-крупните образувания във Вселената, с размери около 350 Mpc. За прекосяването ѝ от край до край са необходими около милиард светлинни години (1,2 Gly). |
| Милиарди години | 13,6×109 ly          | Размер на причинно-свързаната област на Вселената. Изчислява се като се използват възрастта на Вселената и максималната скорост на предаване на информация — скоростта на светлината. |